# Julio Murat
Pour les articles homonymes, voir Murat.
Julio Murat (né le 18 août 1961) est un prélat turc de l'Église catholique qui travaille au service diplomatique du Saint-Siège. Il est archevêque et nonce apostolique depuis 2012.

## Biographie
Julio Murat est né le 18 août 1961 à Izmir, en Turquie. Il commence sa préparation à la prêtrise à Rome, où le 25 mai 1986, il est ordonné prêtre par le pape Jean-Paul II dans la basilique Saint-Pierre au Vatican et est incardiné dans l'archidiocèse d'Izmir. Après son ordination, il poursuit ses études en droit canonique à l'Université pontificale urbanienne. En 1991, Murat termine ses études de droit, avec sa thèse de doctorat « I diritti soggettivi della buona fama e dell'intimita codificati nel Canone 220 ».

## Carrière diplomatique
En 1992, il entre à l'Académie pontificale ecclésiastique et, le 1er janvier 1994, il commence à travailler dans les missions diplomatiques du Vatican. Murat travaille en Indonésie (en), au Pakistan (en), en Biélorussie (en) et en Autriche (en). À partir de janvier 2003, il travaille à la section des relations avec les États de la Secrétairerie d'État.
Le 27 janvier 2012, Benoît XVI le nomme nonce apostolique en Zambie et archevêque titulaire d'Orange (de). Murat est consacré évêque le 3 mars 2012 à Rome, par le Secrétaire d'État Tarcisio Bertone. Le 6 juin 2012, il est également nommé nonce au Malawi (en).
Le 24 mars 2018, le pape François le nomme nonce apostolique au Cameroun. Les responsabilités de nonce en Guinée équatoriale (en) sont ajoutées le 29 mars.
Le 9 novembre 2022, le pape François le nomme nonce apostolique auprès de la Suède (en) et de l'Islande (en).
Le 25 janvier 2023, le pape François le nomme également nonce apostolique auprès du Danemark (en).
Le 7 mars 2023, le pape François le nomme également nonce apostolique auprès de la Finlande (en).
Le 16 mars 2023, le pape François le nomme nonce apostolique auprès de la Norvège (en) également.